# Chiasso del Buco
Il chiasso del Buco è una strada del centro storico di Firenze, che va da via Lambertesca al chiasso dei Baroncelli, intersecando la piazza de' Salterelli. 

## Storia e descrizione
La stretta strada è composta da due vicoli intersecati a L e aventi al centro la piazza de' Salterelli: un primo tratto in direzione nord-sud da via Lambertesca, e un secondo in direzione est-ovest fino al chiasso dei Baroncelli. Si sa che la via prende il nome dall'Osteria del Buco, una delle tante osterie fiorentine situate in un sotterraneo, chiamato comunemente una "buca". Questa osteria è ben nota dall fonti, tanto da essere ricordati anche i nomi dei due cuochi nel catasto del 1427:  Antonio di Gherardo e Piero di Frosino. Tuttavia non è possibile localizzare dove fosse esattamente, anche per via delle distruzioni belliche.
Nella zona chiasso del Buco avrebbe inoltre avuto luogo lo scandalo denunciato anonimamente per sodomia, che riguardò il giovane Leonardo da Vinci assieme a un certo Baccino farsettaio, Bartolomeo di Pasquino orafo di via Vacchereccia, Leonardo Tornabuoni e Jacopo Salterelli, giovani rampolli di famiglie patrizie.
È esistita a Firenze anche una famiglia "Del Buco", ma è probabile che essa abbia preso il nome dalla via e non viceversa. 
A seguito dei danni arrecati dall'esplosione delle mine poste dall'esercito tedesco in ritirata nell'agosto del 1944, tutti gli edifici del braccio sud e metà di quelli del braccio est del chiasso sono stati ricostruiti, negli anni Cinquanta, pur cercando di ricreare l'effetto degli stretti passaggi e dei cavalcavia della stradina medievale. 
Al n. 1 si trova l'ingresso del palazzo Benini Formichi.

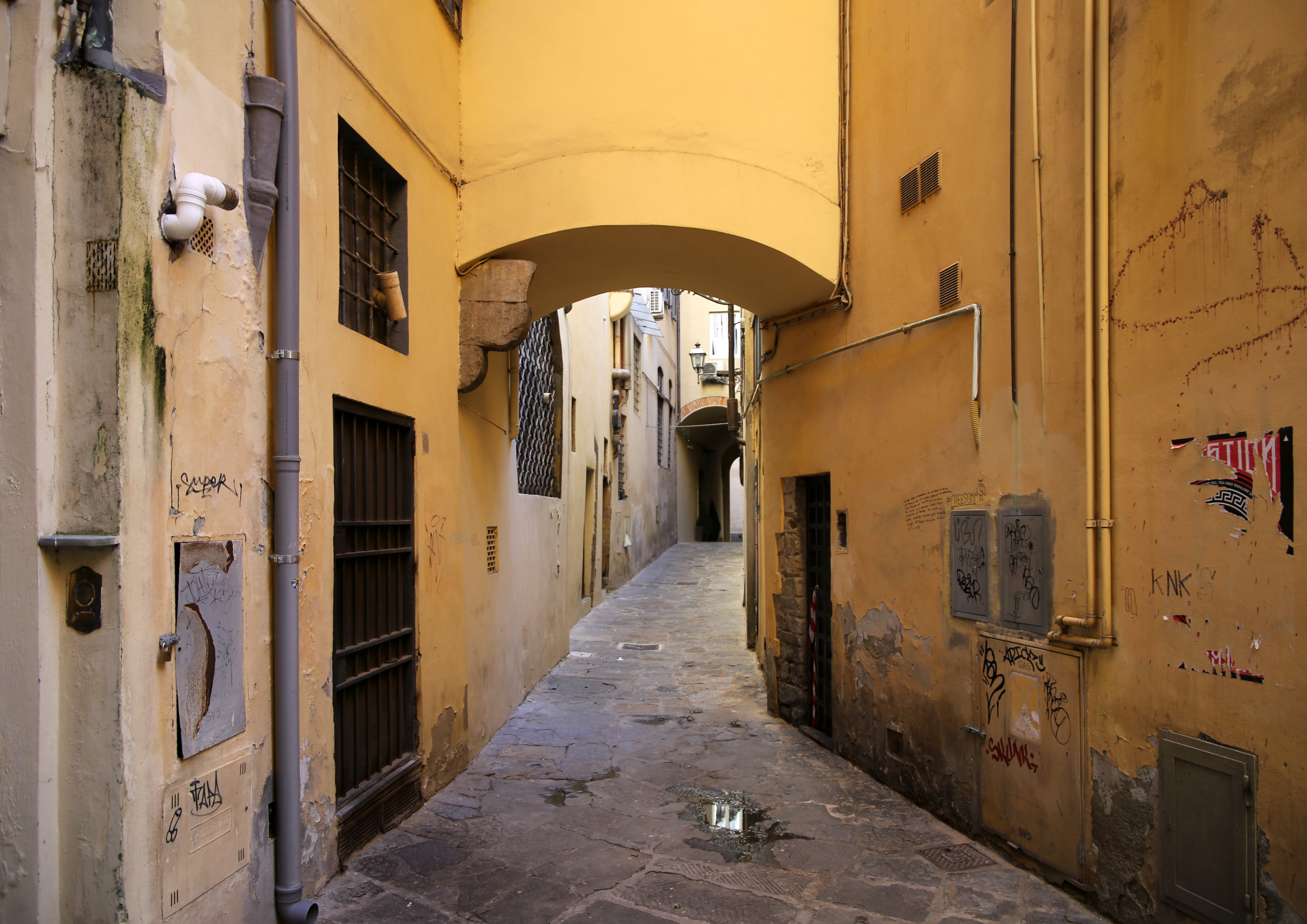
Arco nel tratto verso il chiasso dei Baroncelli
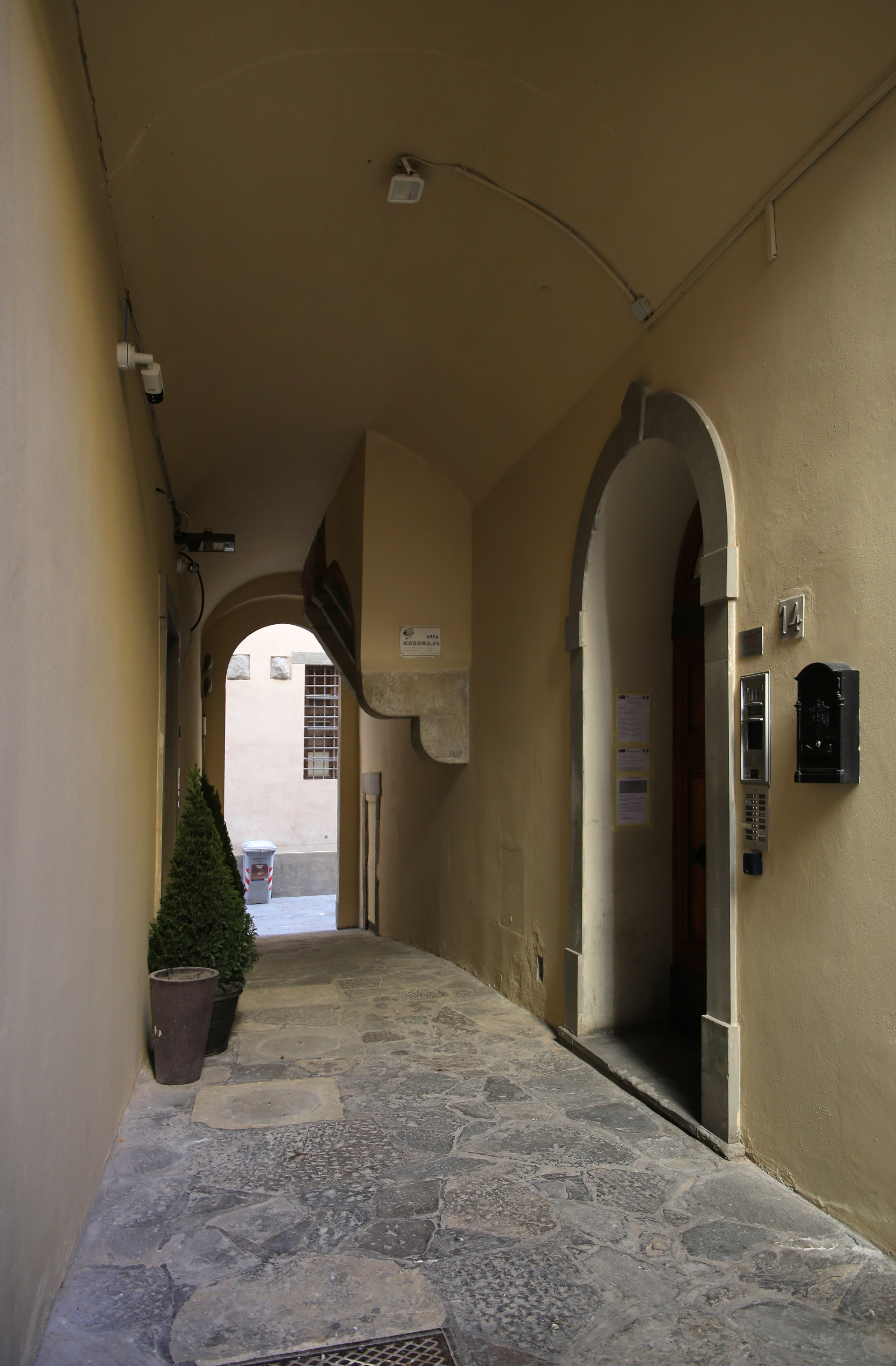
Volta sul chiasso dei Baroncelli con ingresso del palazzo Benini Formichi
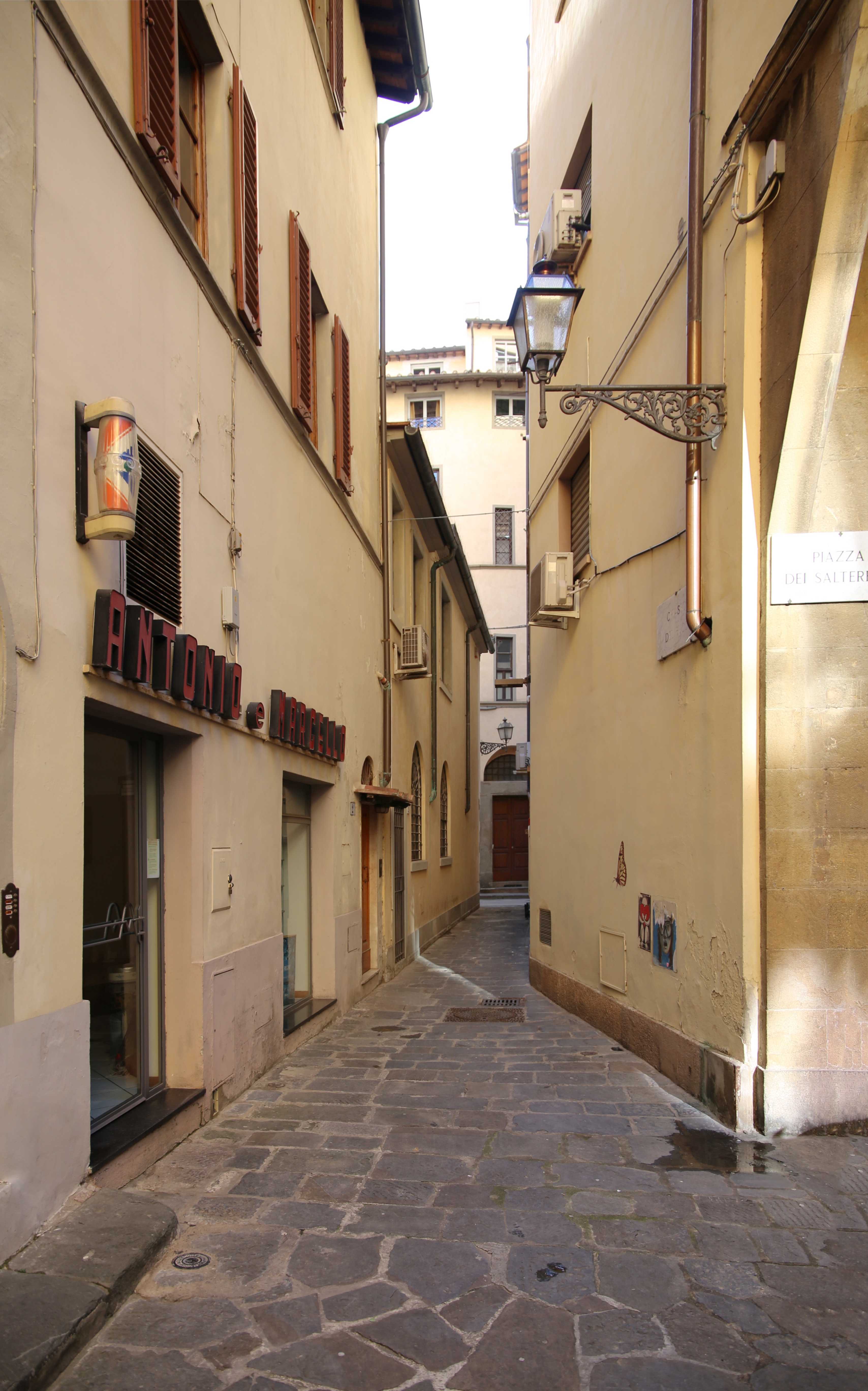
Il tratto verso via Lambertesca